# Trakai

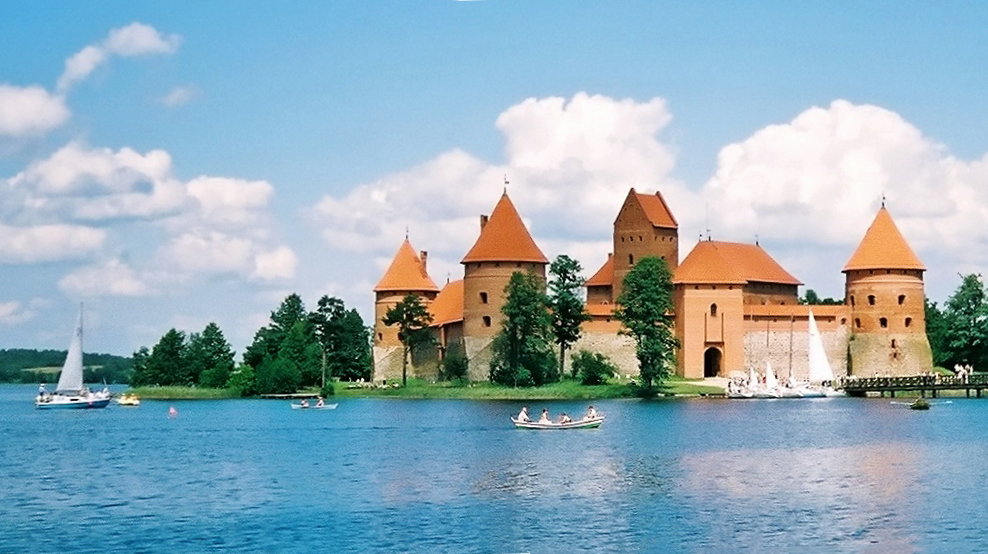
Castelo em Trakai, sul da Lituânia

Trakai é uma cidade da Lituânia, fazendo parte do parque nacional de Trakai, e é também um centro administrativo da região. O município cobre uma área de 11,52 km² e tem 6.142 habitantes. A região administrada por Trakai cobre 1202,74 km² e tem 38.200 habitantes.
Trakai é célebre pelo castelo de Trakai.